# My Tauri
My Tauri ( μ Tauri, förkortat My Tau, μ Tau) som är stjärnans Bayerbeteckning, är en stjärna  belägen i den södra delen av stjärnbilden Oxen. Den har en skenbar magnitud på 4,27 och är synlig för blotta ögat. Baserat på parallaxmätning inom Hipparcosuppdraget på ca 7,2 mas, beräknas den befinna sig på ett avstånd av ca 460 ljusår (140 parsek) från solen. 

## Egenskaper
My Tauri är en blå underjättestjärna  av spektralklass B3 IV. Den har en massa som är 6,7 gånger större än solens massa och en uppskattad radie som är 5,1 gånger större än solens. Den utsänder från dess fotosfär ca 462 gånger mera energi än solen vid en effektiv temperatur på ca 16 980 K.